# Фадул, Франсишку Жозе
Франсишку Жозе Фадул (порт. Francisco José Fadul; род. 15 декабря 1953, Бисау) — политический и государственныей деятель Гвинеи-Бисау, премьер-министр страны с 3 декабря 1998 по 19 февраля 2000 года, бывший глава Объединённой социал-демократической партии (PUSD).
Ливанского происхождения. Во время Гражданской войны работал советником Ансумане Мане, Председателя Высшего совета военной хунты Гвинеи-Бисау.
С 1998 по 2000 год занимал пост премьер-министра  Гвинеи-Бисау. Став премьер-министром временного правительства, призванного положить конец гражданской войне, продолжавшейся несколько месяцев. В своём первом выступлении в парламенте после гражданской войны заявил, что его приоритетом является ускорение возвращения в свои дома более четверти миллиона человек, перемещённых в результате боевых действий.
В мае 1999 года после свержения президента Жуана Бернарду Виейры, находившегося у власти с 1980 года, отношения Фадула со свергнутым президентом, которого он несколько раз публично критиковал, считались плохими. В интервью португальской телекомпании он призвал привлечь Виейру к ответственности за нарушения прав человека. Фадул уехал в Португалию и вернулся в Гвинею-Бисау в марте 2003 года.
В декабре 2002 года был избран председателем Объединённой социал-демократической партии (PUSD) (до 2006). На президентских выборах в Гвинее-Бисау в 2005 году набрал 2,85% голосов. Работал председателем Счетной палаты. Безуспешно пытался участвовать в президентских выборах в Гвинее-Бисау в 2009 году.